# Zákon o obchodních korporacích
Zákon o obchodních korporacích je zkrácený název zákona č. 90/2012 Sb., o obchodních společnostech a družstvech (zákon o obchodních korporacích). Jde o zákon, který zčásti nahradil dosavadní obchodní zákoník. Věnuje se především úpravě obchodních společností a družstev, obchodní závazkové právo je obsaženo v novém občanském zákoníku. Jeho hlavním autorem je Bohumil Havel. 
Poslanecká sněmovna jej schválila 16. prosince 2011, Senát 25. ledna 2012 a prezident republiky jej podepsal 20. února. Účinnosti zákon, stejně jako nový občanský zákoník, nabyl 1. ledna 2014.

## Systematika
Zákon se člení na tři části s celkem osmi hlavami:
1. Obchodní korporace
  - hlava I – obecná ustanovení (např. založení korporace, vklady, základní kapitál, podíly, orgány korporace, koncerny, zrušení a zánik korporace)
  - hlava II – veřejná obchodní společnost
  - hlava III – komanditní společnost
  - hlava IV – společnost s ručením omezeným
  - hlava V – akciová společnost
  - hlava VI – družstvo (obsahuje jak obecná ustanovení, tak zvláštní úpravu bytového družstva a tzv. sociálního družstva, zaměřeného na obecně prospěšnou činnost)
2. Ustanovení závěrečná a přechodná
  - hlava I – odkaz na zapracované předpisy EU
  - hlava II – ustanovení přechodná
3. Účinnost

## Některé změny
Oproti původní úpravě v obchodním zákoníku se podrobněji věnuje výkonu funkce, otázkám odměňování, kontrole procesu rozhodování manažerů a jejich odpovědnosti za škodu, stejně jako otázkám družstev. Členové statutárního orgánu mají novou povinnost učinit všechny kroky k tomu, aby odvrátili hrozící úpadek firmy. Pakliže tak neučiní, může soud vyvodit jeho odpovědnost za úpadek a navíc i rozhodnout o jeho vyloučení z výkonu funkce na dobu tří let. Tato ustanovení platí i pro ty členy statutárních orgánů, kteří se nacházejí v zahraničí a fakticky se nepodílejí na řízení korporace v ČR.
U společnosti s ručením omezeným snižuje nejnižší možný základní kapitál na 1 Kč z dosavadních 200 000 Kč. Další významnou změnou je možnost vytvořit více druhů podílů, se kterými se budou pojit různá práva a povinnosti. Podíl je také možné vtělit do cenného papíru - kmenového listu.
U akciové společnosti umožňuje zvolit mezi dualistickým (s představenstvem a dozorčí radou) a monistickým (pouze se správní radou) systémem vnitřní struktury. Akciová společnost má povinnost zřídit si internetové stránky.
Změny se týkají i veřejné obchodní společnosti a komanditní společnosti. Společník (v. o. s.), respektive komplementář (k. s.) nemusí od 1. ledna 2014 splňovat všeobecné podmínky pro provozování živnosti ani nemá povinnost jednat s péčí řádného hospodáře. V neposlední řadě je výraznou změnou skutečnost, že předmětem vkladu může být kromě kapitálu také provedení práce nebo poskytnutí služby, pokud je tak stanoveno ve společenské smlouvě.

## Novely
Zákon o obchodních korporacích byl novelizován zákonem č. 458/2016 Sb., kterým se mění zákon č. 90/2012 Sb., o obchodních společnostech a družstvech (zákon o obchodních korporacích). Změny se dotkly zastoupení zaměstnanců v dozorčích radách akciových společností (§ 448 z. o. k.). Tato novela nabyla účinnosti 14. ledna. 2017.
Další (tentokrát již o poznání rozsáhlejší) novela zákona o obchodních korporacích byla vyhlášena pod č. 33/2020 Sb. Účinnosti nabyla 1. ledna 2021. Novela přináší zejména odstranění nepřesností či nejasností v textu dotčených zákonů, zjednodušení a transparentnost fungování obchodních korporací, odstranění nejasností týkajících se monistického systému vnitřní správy akciových společností a napomoci vyřešit problémy tzv. neaktivních společností.